# ایست اولمپیا (واشینگتن)
ایست اولمپیا (به انگلیسی: East Olympia) یک منطقهٔ مسکونی در ایالات متحده آمریکا است که در شهرستان تورستن، واشینگتن واقع شده‌است. ایست اولمپیا ۶۷٫۰۶ متر بالاتر از سطح دریا واقع شده‌است.